# Lage Vaart
Le Lage Vaart est un canal dans le Flevoland, reliant le Ketelmeer au Markermeer en passant par Dronten.
La profondeur moyenne est de 3 mètres et la largeur est comprise entre 35 et 50 mètres.
Il traverse des terres agricoles, l'Oostervaart zone industrielle, une forêt près de Lelystad, longe l'Oostvaardersplassen une branche va vers Almere.
Au milieu de son parcours il est relié au Hoge Vaart par le Larservaart.
Il se termine dans le port de Gelderse Hout à Lelystad en connexion avec le Markermeer.
La Station de pompage Wortman l'enjambe et maintient le bon niveau.